# Stopce
Stopce so naselje v Občini Laško.